# Neunburg vorm Wald
Neunburg vorm Wald är en stad i Landkreis Schwandorf i Regierungsbezirk Oberpfalz i förbundslandet Bayern i Tyskland.